# Abstrakt (filozofia)
Abstrakt, byt abstrakcyjny – pojęcie powstałe w wyniku procesu abstrakcji, przeciwstawiające się konkretowi. Mimo że podział przedmiotów na konkretne i abstrakcyjne bywa uważany za pełny i wyczerpujący, jest wiele definicji abstraktu, z których wszystkie bywają podważane: abstrakt to przedmiot niepoznawalny za pomocą zmysłów, niemogący być wykazany ostensywnie, nieposiadający przyczyn i niewywołujący skutków, konieczny, niezależny od czasu i przestrzeni. Każde z tych określeń abstraktu może być podważone – nominaliści w ogóle odmawiają abstraktom istnienia realnego. Tak na przykład określenie bytu abstrakcyjnego, jako nieposiadającego przyczyn i niewywołującego skutków, sprawia trudności epistemologiczne: przedmiot niewywołujący skutków, jako nieoddziałujący na aparat poznawczy, nie może być bowiem poznawany.